# Пеках
Пеках — ізраїльський цар, син Ремалії, наступник царя Менахема (2 Цар. 15:26).

## Життєпис
Про період його царювання з Другої книги царів відомо, що він правив 20 років. Після дворічного правління Пекахії, керуючий його військами Пеках, внаслідок змови, вбиває Пекахію, та займає його місце. Пізніше Пеках об'єднується із сирійським царем Реціном та нападає на Юдейське царство. Пеках забрав безліч полонених. У той час Юдея була союзником Ассирії з царем Тіглатпаласаром III, який як союзник Юдеї напав на Сирію й Ізраїльське царство та захопив багато міст та провів виселення їх населення в Ассирію. Тоді Осія, син Елин, змовився проти Пекаха, сина Ремалії, та й убив його та зацарював замість нього двадцятого року Йотама, Уззійїного сина (2 Цар. 15:30). Ассирійські джерела повідомляють, що Тіглатпаласар III забрав трон у Пекаха та віддав його Осії.
В. Олбрайт датує період його владарювання 737 до н. е. — 732 до н. е., а Е. Тілє відносить час його царювання до 740/739 до н. е — 732/731 до н. е.